# Mangosta grisa de l'Índia
La mangosta grisa de l'Índia o mangosta grisa comuna (Urva edwardsii) és una espècie de mangosta que es troba al sud de l'Índia i a Sri Lanka.

## Descripció
Tenen cossos llargs, cames curtes i glàndules anals odoríferes molt desenvolupades. El seu pelatge és gruixut i de textura aspra. S'identifica pel seu color gris plata, saltejat de petites taques blanques i negres per tot el cos, i una cua amb l'extrem blanquinós.
La longitud conjunta del cap i el cos varia entre 38 i 46 centímetres de llarg, mentre que la de la cua és de 35 centímetres. El pes dels membres d'aquesta espècie gènere varia entre 0,5 i 4 quilos. Tenen 40 dents.
Té cinc dits a cada pota. Les potes del darrere estan nues fins al taló, mentre que les davanteres tenen pèl fins a les urpes esmolades i corbades.
Els mascles són significativament més grans que les femelles.

## Hàbitat i comportament
Són caçadors solitaris terrestres i diürns que busquen durant tot el dia. Se les pot veure a qualsevol hora del dia, però és especialment activa a principis del matí i de la tarda, quan la seva activitat se centra en la recerca de rèptils. Utilitzen un trot ràpid, en constant moviment, explorant l'àrea per trobar aliments. Poques vegades són vistes enfilant-se als arbres.
Aquesta espècie és coneguda pel seu comportament en la lluita contra les serps (especialment la cobra). En una lluita contra una serp utilitza tècniques i adaptacions especials. Al principi, la mangosta mostra les seves dents agressivament. La cobra al seu torn obre l'àmplia boca, estén la pell del coll formant un caputxó el·líptic, i arqueja el coll. La serp llença atacs una vegada i una altra, però la mangosta és capaç de saltar fora del seu abast i balancejar-se com un boxejador. Després d'aproximadament una hora, la serp s'esgota, i la mangosta salta i tracta de donar la seva primera mossegada. La serp en general pot resistir les primeres mossegades, però la mangosta persisteix fins que és capaç de mantenir i trencar el crani de la cobra. La cobra normalment perd perquè no és capaç d'atacar i retirar-se amb la suficient rapidesa per poder injectar el seu verí. El mangosta estaria en desavantatge davant d'una serp constrictora (boa o pitó) o un crotàlid.
La mangosta grisa de l'Índia no tenen por de l'escorpí o de la seva picada. Agafen l'escorpí i el llancen diverses vegades entre les cames contra una superfície dura fins que els trenquen la closca. També utilitzen aquesta tècnica per trencar ous grans. La majoria de les mangostes utilitzen aquesta tècnica per trencar els ous de mida mitjana. A causa del seu cos més gran, poden sostenir ous de grandària mitjana entre les seves potes i mossegar-los pel seu l'extrem petit.
Tenen una apòfisi transversal particularment ampli a les vèrtebres lumbars i un sacre ample. Es creu que aquest columna vertebral modificada ajuda a la mangosta a defensar-se enrollant-se com bola com un eriçó. La mangosta comuna (Herpestes icheneumon), una parenta seva, no utilitza aquesta tècnica de defensa i no té vèrtebres lumbars especials.
Generalment viu en boscos oberts, matollars i terres de cultiu, sovint prop dels assentaments humans. Viu en caus, bardisses i matolls, entre arbredes, refugiant-se sota pedres o arbustos i, fins i tot, en desguassos. Dormen en forats a terra o als arbres, per fugir del sol del migdia.
És molt audaç i curiosa, però al mateix temps cautelosa, ja que poques vegades s'aventuren lluny de cobert. És una hàbil escaladora. En general viuen soles o en parella.

## Reproducció
Shetty va observar el comportament d'aparellament de la mangosta grisa de l'Índia en captivitat. La jerarquia social era evident, i es va observar que el mascle i la femella dominants s'aparellaven més sovint que els animals subordinats. No van observar canvis significatius en l'aparellament amb femelles en zel.
Es reprodueix ràpidament, i les femelles donen a llum a dues o tres ventrades l'any, de 2 a 4 cries cadascuna. El període de gestació és de 60 a 65 dies, i el part es produeixen al maig o juny i entre octubre i desembre. Les femelles tenen de quatre a sis mames.
No van obtenir informació de l'atenció dels pares sobre les cries. No obstant això, com és el cas de tots els mamífers, les mares s'encarreguen de les seves cries. Els carnívors solen néixer altricials, acabant-se de desenvolupar en el niu o alguna mena de cau. Tot i que no es coneix del cert, és raonable suposar que succeeix amb la mangosta grisa de l'Índia.

## Esperança de vida
En general, viuen al voltant de set anys, encara que es coneix el cas d'un individu que visqué dotze anys i mig. La major amenaça per a la supervivència de la mangosta grisa de l'Índia, és l'ús de productes agroquímics tòxics en les zones agrícoles. El govern indi ha restringit el seu ús al voltant de les àrees protegides.

## Dieta
Són caçadors oportunistes que s'alimenten de rosegadors, serps, ous i cries d'aus, llangardaixos i gran varietat d'invertebrats, i parts de plantes (fruites, baies i arrels). A l'Índia, se'ls ha vist perseguint una llebre i fugir amb un esplugabous. A l'Índia, s'alimenta dels ous i pollets de gall de Bankiva, paó, i perdicins. Se sap que cacen a les praderies a la recerca de serps i petits mamífers, a les platges de Hawaii, i travessant en l'aigua per trobar menjar sota les pedres.
També s'han vist caçant llagostes, escorpins, centpeus, granotes, crancs i peixos. Té un crani allargat amb dents especialitzades per a la caça. Els incisius formen un cisalla afilada a la part davantera de la boca, els canins sobresurten per permetre-li aferrar-se als caps de les serps, i els molars tenen arestes per trinxar insectes. Al llarg del riu Chambal, de tant en tant, s'alimenta d'ous de gavials.

## Subespècies
- U. e. edwardsi
- U. e. ferrugineus
- U. e. lanka
- U. e. montanus
- U. e. nyula

## Galeria

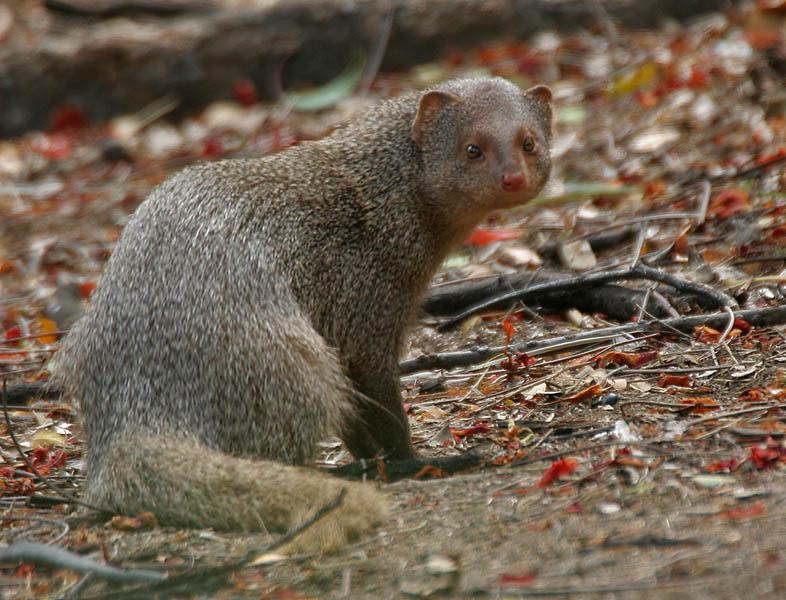
Mangosta grisa de l'Índia a Hyderabad, Índia
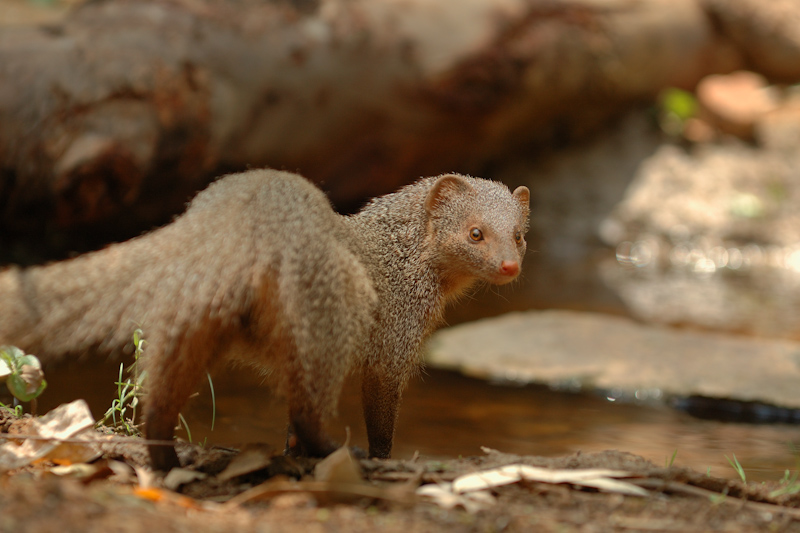
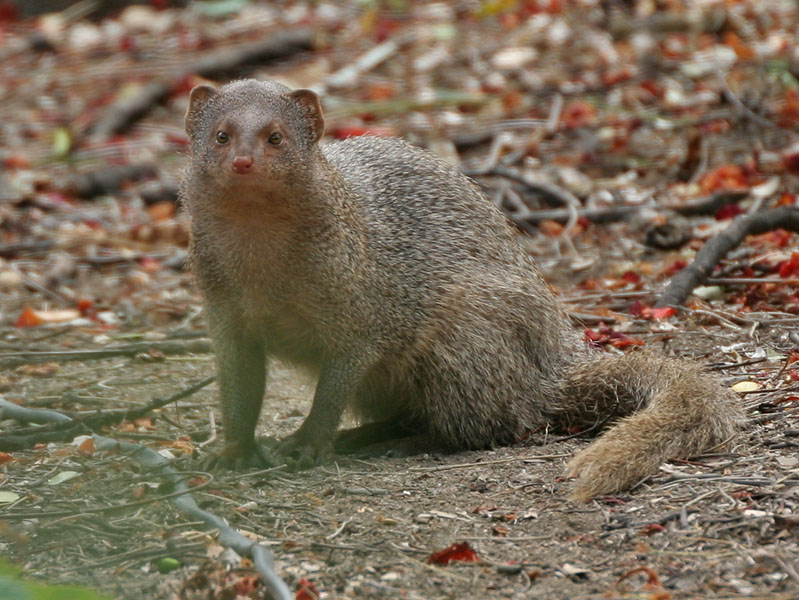
Mangosta grisa de l'Índia a Hyderabad, Índia